# Matt Forster
Matt Forster (sinh ngày 24 tháng 8 năm 1900 ở Newburn– mất năm 1976) là một cầu thủ bóng đá thi đấu cho Tottenham Hotspur, Reading và Charlton Athletic.

## Sự nghiệp bóng đá
Forster, một hậu vệ gia nhập Tottenham từ Newburn năm 1920 và có 244 lần ra sân ở mọi đấu trường cho câu lạc bộ. Ông gia nhập Reading năm 1930 và có thêm 70 trận trước khi chuyển đến Charlton Athletic năm 1933.